# Niko Rukavina
Niko Rukavina (* 28. April 1989 in Mississauga) ist ein kanadischer Volleyballspieler.

## Karriere
Rukavina spielte zunächst Eishockey, bevor er zum Volleyball wechselte. Er begann seine Karriere in seiner Heimatstadt bei Mississauga Pakmen. Von 2007 bis 2012 bekam der Kanadier, der Sohn einer slowenischen Mutter und eines kroatischen Vaters ist und wegen seiner Vorfahren auch die slowenische Staatsbürgerschaft besitzt, als Sportler ein Stipendium an der Queen’s University. Während des Studiums spielt er im Universitätsteam der Gaels. Während einer Testspiel-Reise nach Europa entdeckte er sein Interesse für diesen Kontinent. Deshalb wechselte der Außenangreifer 2012 zum schwedischen Erstligisten Habo Volley. 2013 wurde er vom deutschen Bundesligisten TV Rottenburg verpflichtet.